# Малта, Николай
Николай Малта (латыш. Nikolajs Malta; 12 февраля 1890, Крейцбург — 21 ноября 1944, Штольценау) — латвийский ботаник.

## Биография
В 1901—1908 годах учился в Рижской реальной школе (Stadt-realschule zu Riga), в 1908—1914 годах — на химико-техническом отделении Рижского политехнического института. Затем работал инженером-химиком в торфяной исследовательской лаборатории.
Во время Первой мировой войны работал в Пскове (1916—1918), изучая мхи в бассейне реки Великой. В 1918 году вернулся на родину. После основания Высшей школы Латвии осенью 1919 года он был избран доцентом факультета математики и естественных наук; создал на факультете ботаническую лабораторию.
В 1924 году он был избран деканом факультета математики и естественных наук (сначала на год, затем до 1930 года), а в 1925 году получил степень доктора за монографию, посвящённую изучению рода мхов Zygodon; с 1927 года профессор университета. В период 1933—1935 годов он вновь выполнял обязанности декана факультета.
Н. Мальта основал Ботанический сад Латвийского университета и стал его директором, в 1926 году она была переведена на нынешнее место в Пардаугаве. В 1927 году он был избран профессором и директором Института морфологии растений и систематики. Обязанности декана факультета неоднократно проводились Н. Мальтой с 1926 по 1930 год. и 1933—1935 годы. в год.
Профессор Латвийского университета, декан факультета математики и естественных наук (1924—1925, 1926—1930, 1933—1935). Директор Ботанического сада Латвийского университета.
Член-корреспондент Societas pro Fauna et Flora Fennica. После статьи Малты в «Jaunākās Ziņas» английский язык стал первым иностранным языком в школах Латвии.
В конце Второй мировой войны в 1944 году со своей семьёй отправился в Германию, где они поселились в городе Штольценау. Погиб вместе с женой при бомбардировке британской авиации.

## Публикации
Автор более 130 научных и научно-популярных трудов. Автор первого учебника на латышском языке для школьников «Botānika».